# Frauen in Flammen
Frauen in Flammen (Originaltitel: Lucretia Lombard) ist ein US-amerikanisches Stummfilmdrama aus dem Jahr 1923 von Jack Conway mit Irene Rich und Monte Blue in den Hauptrollen. Der Film wurde von Warner Bros. produziert und basiert auf dem 1922 veröffentlichten Roman Lucretia Lombard von Kathleen Norris.

## Handlung
Lucretia Morgan heiratet den betagten Sir Allen Lombard, der zu einem liederlichen und an den Stuhl gefesselten Drogensüchtigen wird und nach einigen Jahren an einer Überdosis Narkotika stirbt.
Lucretia verliebt sich in den Bezirksstaatsanwalt Stephen Winship, der ihre Liebe erwidert, aber auf Wunsch seines Vaters Mimi, das Mündel der Winships, heiratet. Das Schicksal führt Stephen und Lucretia nach einer Reihe von aufwühlenden Ereignissen zusammen, die in Mimis Tod gipfeln, als bei einem Waldbrand ein Damm bricht.

## Hintergrund
Im Februar 1923 wurde bekannt gegeben, dass Harry Rapf für Warner Bros. eine Verfilmung von Kathleen Norris Roman Lucretia Lombard produzieren würde. Sieben Wochen später hieß es in einer Meldung, dass die Autorin Sada Cowan das Drehbuch fertiggestellt habe. Eine Pressemeldung vom 5. Mai 1923 ging davon aus, dass die Produktion „bald“ beginnen würde. Drei Monate später, im August 1923, hieß es, dass Kameramann David Abel kurz davor stehe, mit den Dreharbeiten für den Film zu beginnen. Ob Abel jedoch tatsächlich als Kameramann fungierte, ist unbekannt.
Am 16. September 1923 wurde darauf hingewiesen, dass die Schauspieler Monte Blue und Irene Rich kürzlich Außenaufnahmen in Big Bear Lake abgeschlossen hatten. Aus einer Meldung vom 6. Oktober 1923 geht hervor, dass der Film in den Warner-Studios kurz vor der Fertigstellung stand.

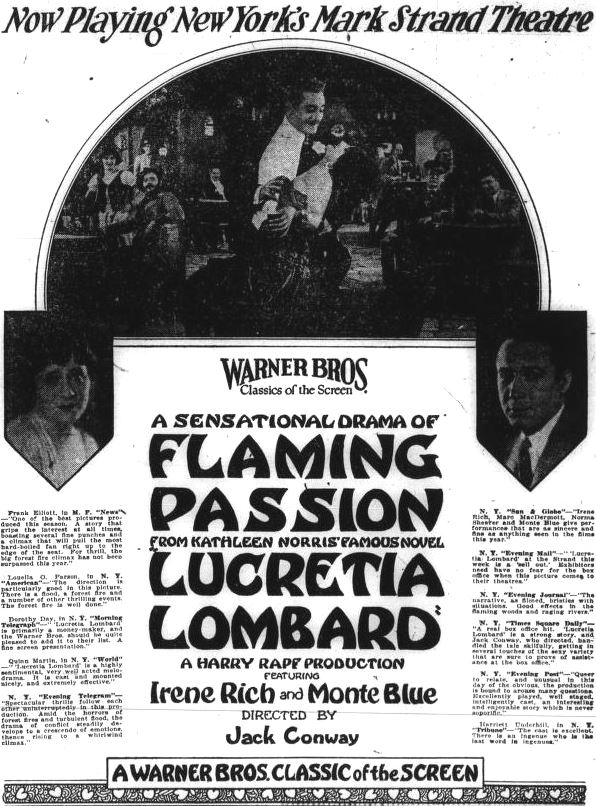
Filmplakat mit dem Alternativtitel

Verschiedene zeitgenössische Rezensionen wiesen auf die ungewöhnliche Strategie hin, den Film unter zwei Titeln zu veröffentlichen: Lucretia Lombard und Flaming Passion. Die Kinobetreiber erhielten Pressematerial zu beiden Titeln.

## Veröffentlichung
Die Premiere des Films fand am 8. Dezember 1923 statt. Im Deutschen Reich kam er im September 1924 in die Kinos.

## Kritiken
Der Kritiker der The New York Times bemängelte die Zwischentitel, den armseligen Schnitt und den, trotz einiger interessanten Szenen, mangelnden Unterhaltungswert.